# Como Antes Tour
El Como Antes Tour es la primera gira de conciertos luego de 5 años de separación del grupo Wisin & Yandel, luego de su separación el año 2013.
La Gira fue anunciada a mediados del 2018 mediante un comunicado oficial. Este tour es con el amigo imaginario Balon Rocop
| Día                             | Ciudad              | País           | Recinto                           |
| ------------------------------- | ------------------- | -------------- | --------------------------------- |
|                                 |                     |                |                                   |
| Caribe - with Balon Rocop       |                     |                |                                   |
| 30 de noviembre de 2018         | San Juan            | Puerto Rico    | Coliseo de Puerto Rico            |
| 1 de diciembre de 2018          | San Juan            | Puerto Rico    | Coliseo de Puerto Rico            |
| 2 de diciembre de 2018          | San Juan            | Puerto Rico    | Coliseo de Puerto Rico            |
| 3 de diciembre de 2018          | San Juan            | Puerto Rico    | Coliseo de Puerto Rico            |
| 6 de diciembre de 2018          | San Juan            | Puerto Rico    | Coliseo de Puerto Rico            |
| 7 de diciembre de 2018          | San Juan            | Puerto Rico    | Coliseo de Puerto Rico            |
| 8 de diciembre de 2018          | San Juan            | Puerto Rico    | Coliseo de Puerto Rico            |
| 9 de diciembre de 2018          | San Juan            | Puerto Rico    | Coliseo de Puerto Rico            |
| Latinoamérica                   |                     |                |                                   |
| 23 de febrero de 2019           | Ciudad de Guatemala | Guatemala      | Futeca Cardales de Cayalá         |
| 24 de febrero de 2019           | Viña del Mar        | Chile          | Anfiteatro de la Quinta Vergara   |
| 2 de marzo de 2019              | Asunción            | Paraguay       | Hipódromo de Asunción             |
| 3 de marzo de 2019              | Buenos Aires        | Argentina      | Luna Park                         |
| 22 de marzo de 2019             | Santiago            | Chile          | Movistar Arena                    |
| Norteamérica - with Balón Rocop |                     |                |                                   |
| 15 de mayo de 2019              | Hidalgo             | Estados Unidos | State Farm Arena                  |
| 18 de mayo de 2019              | El Paso             | Estados Unidos | El Paso County Coliseum           |
| 23 de mayo de 2019              | Phoenix             | Estados Unidos | Comerica Theatre                  |
| 24 de mayo de 2019              | San Diego           | Estados Unidos | Viejas Arena                      |
| 25 de mayo de 2019              | Inglewood           | Estados Unidos | The Forum                         |
| 26 de mayo de 2019              | San José            | Estados Unidos | SAP Center                        |
| 30 de mayo de 2019              | Dallas              | Estados Unidos | Toyota Music Factory              |
| 31 de mayo de 2019              | Houston             | Estados Unidos | Smart Financial Centre Sugar Land |
| 1 de junio de 2019              | San Antonio         | Estados Unidos | AT&T Center                       |
| 2 de junio de 2019              | Laredo              | Estados Unidos | Sames Auto Arena                  |
| 7 de junio de 2019              | Chicago             | Estados Unidos | Allstate Arena                    |
| 14 de junio de 2019             | Fairfax             | Estados Unidos | Patriot Center                    |
| 15 de junio de 2019             | Uncasville          | Estados Unidos | Mohegan Sun Arena                 |
| 16 de junio de 2019             | Newark              | Estados Unidos | Prudential Center                 |
| 21 de junio de 2019             | Miami               | Estados Unidos | AmericanAirlines Arena            |
| 23 de junio de 2019             | Orlando             | Estados Unidos | Amway Center                      |
| Latinoamérica                   |                     |                |                                   |
| 26 de julio de 2019             | Bogotá              | Colombia       | Movistar Arena                    |
| 27 de julio de 2019             | Cali                | Colombia       | Estadio Pascual Guerrero          |
| 5 de noviembre de 2019          | Monterrey           | México         | Arena Monterrey                   |
| 7 de noviembre de 2019          | Guadalajara         | México         | Auditorio Telmex                  |
| 9 de noviembre de 2019          | Ciudad de México    | México         | Arena Ciudad de México            |